# Friedrich Schaub (Historiker)
Friedrich Schaub (* 18. Oktober 1887 in Freiburg im Breisgau; † 3. August 1957 ebenda) war ein deutscher Historiker, Lehrer und Archivar der Universität Freiburg.

## Leben
Friedrich Schaub studierte Geschichte, Geographie, Latein und Germanistik an der Universität Freiburg und wurde dort 1912 bei Heinrich Finke promoviert. Er nahm am Ersten Weltkrieg teil, in dem er schwer verwundet wurde. Ab Mai 1923 war er Lehrer am Rotteck-Gymnasium in Freiburg. Er war daneben unter teilweiser Freistellung von seinem Lehrdeputat als Universitätsarchivar der Universität Freiburg tätig und publizierte zu deren Geschichte.
Im Mai 1957 erhielt er das Bundesverdienstkreuz.

## Veröffentlichungen (Auswahl)
- Studien zur Geschichte der Sklaverei im Frühmittelalter. Rothschild, Berlin/Leipzig 1913 (Dissertation, Digitalisat).
- Geschichte des Archivs der Universität Freiburg i. Br. In: Abhandlungen aus dem Gebiete der mittleren und neueren Geschichte und ihrer Hilfwissenschaften. Eine Festgabe zum 70. Geburtstage Geh. Rat Prof. Dr. H. Finke, gewidmet von Schülern und Verehrern des In- und Auslandes. Münster 1925, S. 466–499.
- Die Siegel der Universität Freiburg im Breisgau und ihrer Fakultäten. Herder, Freiburg 1932.
- Die Matrikel der Universität Freiburg i. Br. von 1656–1806
  - Band 1, Lieferung 1. Schulz, Freiburg 1944
  - Band 1, Lieferung 2. Schulz, Freiburg 1955.
  - Band 2. Schulz, Freiburg 1957.